# Кашгарцы
Кашгарцы, кашгарлыки (уйг. ﻗﻪﺷﻘﻪﺭﻟﺌﻘﻠﻪﺭ / қәшқәрлиқләр / qeshqerliqler‎) — крупнейшая этнографическая группа (юрт) уйгуров. Говорят на кашгарском говоре южного диалекта новоуйгурского языка. Антропологически относятся в большинстве к памиро-ферганскому типу европеоидной расы, встречаются также представители индо-иранского типа.
В основном проживают в Кашгарском оазисе, множество кашгарцев также имеются в гг. Урумчи, Кульджа, Карамай, потомки кашгарцев есть в уйгурских общинах центральноазиатских стран (много их в Бишкеке, Ташкенте, Ферганской долине), а также в Пакистане, Саудовской Аравии, Турции, странах Евросоюза, США, Австралии и Канаде.

## История
Кашгар, с древних времен был одним из крупнейших и влиятельных экономико-политических центров оазисов долины Тарима.
Первыми жителями Кашгарского оазиса, были видимо различные индоевропейские тохаро-иранские народы, первые государственные образования относятся к 1 тыс. до н. э. С вхождением региона в древнее хуннское государственное образование и с оседанием древних тюрков в Кашгарском оазисе, начинается процесс тюркизации тохаро-иранских этнических групп более многочисленными тюркскими этническими группами. С образованием Тюркского каганата тюркизация активизируется. Тюркизация в Кашгарском оазисе полностью завершилась в период становления Караханидского государства, когда от древних тохарских и восточно-иранских этносов остаются небольшие реликты, о которых пишет ещё Махмуд Кашгари, такие как канжак. К этому времени доминирующим языком в Кашгарии и в большей части Восточного Туркестана становится — караханидский язык или хакани (предок современного уйгурского языка). В начале X века Сатук Абдукерим Бограхан (правитель из династии караханидов), принимает ислам, который уже становился доминирующей верой в Кашгарии, постепенно вытесняя буддизм, манихейство и христианство. Бограхан и его потомки становятся ревностными мусульманами и начинают активное распространение ислама в других оазисах Восточного Туркестана, обращая в мусульманство хотанцев, жителей Илийского края, аксуйцев, ведя ожесточенные и продолжительные войны с переменным успехом с буддистско-христиано-манихейским Турфанским идыкутством.
Начиная с караханидов, тюркская мусульманская культура городов Кашгарии становилась преобладающей среди других городов-государств Восточного Туркестана, положив начало современной уйгурской культуре.
В период Монгольской империи, кашгарцы наряду с другими выходцами из Восточного Туркестана были в числе привилегированных меньшинств из числа которых в основном состояла купеческая элита и высшее чиновничество империи.
В послемонгольскую эпоху кашгарцы, ассимилировав различные монгольские племена, осевшие в Кашгарии, участвовали в создании Яркендского ханства, при этом уступив доминирующее положении Кашгара другому восточно-туркестанскому оазису — Яркенду. При первых ханах Яркенда (Султан-Саид-хан, Абдрашит-хан, Абдукарим-хан) кашгарские тюрки участвуют в военных походах против джунгар, киргизов, а также в Тибет, Кашмир, Ферганскую долину, Семиречье, Ладак, Кафиристан. С ослаблением ханства, и усилением влияния суфийских тарикатов (братств), кашгарцы становятся сторонниками белогорской ветви, верных потомкам Аппак-ходжи, в противовес яркендцам и хотанцам, в основном поддерживавших черногорцев. В результате длительных междоусобных войн с яркендцами-черногорцами, а также с турфанцами и их взаимного ослабления, попадают в зависимость от джунгар.
Восставая против джунгар и продолжая конфликтовать с яркендцами, кашгарцы, в начале цинских завоеваний в Восточном Туркестане (1755 г.), захватывают власть в Кашгаре, Яркенде, Хотане в лице белогорских ходжей — братьев Бурханэддин и Хан ходжей, и начинают организовывать сопротивление цинским войскам, объединив частично яркендцев и хотанцев. Вначале они одерживают несколько побед, но с приходом регулярных цинских войск народные ополчения мусульман Кашгарии начинают терпеть поражение.
Захватив Кашгарию и образовав на завоеванных землях наместничество Синьцзян, цинские власти более жестоко преследуют сторонников белогорцев (лидеры которых получили убежище в Кокандском ханстве), также назначают всех высших местных чиновников-хакимбеков из числа турфанцев и кумульцев, считая кашгарцев, наряду с хотанцами и яркендцами, ненадежными и более склонными к мятежам.
С этого периода начинаются многочисленные восстания мусульман Кашгарии, где ведущую роль играют кашгарцы-белогорцы, а Кашгар становится самым ненадежным и мятежным городом в западных владениях цинской империи. В 60-70-е годы XIX века Кашгар был столицей государства Йаттишар. В 1930-е годы Кашгар был центром Восточно-Туркестанской республики.

## Торговля
« Страна тянется на северо-восток и восток; народ тут торговый и ремесленный; прекрасные у них сады, виноградники и славные земли. Хлопку тут родится изрядно. Много купцов идут отсюда торговать по всему свету»— Марко Поло
Кашгарцы, издавно активно участвовали в торговле на Великом Шелковым пути, водя караваны из Китая в страны Центральной Азии, Сибирь, Индию и Афганистан, и страны Ближнего Востока.
В Пакистане и в Саудовской Аравии (Мекка) до настоящего времени существуют караван-сараи — Кашгар Рабат, построенные на деньги богатых кашгарских торговцев, и предназначенные для отдыха, жилья паломников и места ведения бизнеса кашгарских и других уйгурских купцов.

## Миграции
Начиная с XVIII века, (вследствие цинских завоеваний) кашгарцы расселялись в Ферганской долине, по некоторым данным, численность их в конце XIX века составляя порядка 200 тыс. чел. Кашгарцы играли заметную роль в Кокандском ханстве, белогорские ходжи часто роднились с ханским домом, и пользовались большим влиянием, особенно в делах духовенства, набирая к себе в мюриды местных мусульман, которые затем становились их верными сторонниками и участвовали в освободительных войнах кашгарцев.

Выходцы из Кашгара входили в элиту Кокандского ханства. В начале XIX века из них состоял особый отряд «таглыков». Влиятельным сановником при Умар-хане был Юсуф-мингбаши-Кашгари (или Юсуф-таглык), на дочери которого был женат Мадали-хан. Большую роль при дворе кокандских ханов играло духовенство родом из Восточного Туркестана, к которому относилось многочисленное, в несколько сотен человек, семейство кашгарских ходжей. Одной из жен Худояр-хана была дочь кашгарца. К выходцам из Кашгара принадлежали военачальник Юнус-таглык, влиятельный чиновник при Худояр-хане — Иса-Авлия, а также поднявший восстание против русских в 1898 году ишан Мадали-халифа.— .
Ввиду близкой культурной схожести между кашгарцами и жителями Ферганской долины (узбеками), кашгарцы постепенно ассимилировались, до настоящего времени сохранились лишь несколько анклавов кашгарцев в Ферганской долине, это — Пахтаабад (Андижанская область, Узбекистан) и Кашгар-Кишлак (Ошская область, Киргизия).

«Наши предки родом из Кашгара, что сейчас в Китае находится. До сих пор многих местных людей называют „Кашгарлык“, что значит „Кашгарец“», — говорит Хашимов Одилбек, этнический уйгур, проживающий в селении Кашгар-Кишлак, что в окрестностях города Ош.— 
Старый район Кашгарка в г. Ташкенте, также был ранее заселён кашгарскими уйгурами, которые вели там торговлю, возможно, они также впоследствии ассимилировались. Нынешние кашгарские уйгуры Узбекистана, в большинстве своем мигранты 50-х—60-х годов XX века.

В Ташкенте позднефеодального периода в районе расположения Кашгарских ворот существовала махалля «Кашгар» («Кашгарка» — этноним, до сих пор сохранившийся в топонимике города). Насчитывалось 127 домовладений. Основное население — переселенцы из Кашгара. Главное занятие — торговля. Имелись базар, караван-сарай, мечеть и др. Позднее уйгуры оседали и в Паркенте (ныне Ташкентская область).— 

Частыми гостями Ташкента были купцы из Кашгара, что на западе нынешнего Китая. Многие из них оставались тут жить, создавали семьи, занимались уже не только торговлей, но и земледелием. К XVII—XVIII векам в районе между нынешним Алайским рынком и Анхором сформировалось целое поселение выходцев из Кашгара, которое так и назвали. Кашгарскими стали называть и находившиеся неподалёку Кокандские ворота. На рубеже XIX—XX веков здесь было около 125 домовладений, караван-сарай, мечеть.— 
В северной части Киргизии (Чуйская долина, Бишкек, Токмак), большинство кашгарских уйгуров также мигранты 50-60-х годов XX века, но есть также и более ранних времен, особенно в районе Прииссыкулья (Каракол), наряду с другими группами уйгуров. В Казахстане выходцев из Кашгара, значительно меньше.
Много кашгарцев в зарубежных уйгурских общинах, в Саудовской Аравии, Турции, Западной Европе, США, Австралии.
В XIX и XX веках, а также ранее, происходила миграция жителей Мавераннахра (узбеки), особенно ферганцев в Кашгарию, большая волна мигрантов приходится на 20-е и 30-е годы XX века, в период становления Советской власти, впоследствии большинство из них было ассимилировано кашгарцами, часть же ферганских мигрантов затем вместе с уйгурами мигрировали в страны Ближнего и Среднего Востока, большинство в Саудовскую Аравию.

## Настоящее время
В настоящее время, несмотря на свою численность, кашгарцы мало представлены в местных и партийных органах власти в СУАР, основная часть кашгарцев занята на малооплачиваемых работах в сельском хозяйстве и промышленности. Также немалая часть кашгарцев, занята в малом и среднем бизнесе, в крупно-оптовой торговле между Китаем и странами Центральной Азии и Пакистаном, в торговле с внутренними китайскими городами, большое количество кашгарцев трудятся во внутренних провинциях КНР, на фабриках и заводах (в 2009 г. с рабочими-кашгарцами возник конфликт на игрушечной фабрике в Гуандуне, позднее перекинувшийся в города СУАР).

## Галерея
- кашгарец, пекарь
- Ипархан
- кашгарцы на скотном рынке
- Кашгарцы, участники уйгурского восстания в 30-е годы XX в.
- Кашгарцы, наряду с хотанцами, атушцами и яркендцами, традиционно считаются более религиозными нежели турфанцы, илийцы и кумульцы.

## Известные кашгарцы
- Аппак ходжа
- Ипархан
- Самсак-ходжа
- Джахангир-ходжа (организатор восстания в нач. XIX в.)
- Айса Альптекин, и его сын Аркин Альптекин
- Хасан Махсум (основатель Исламского движения Восточного Туркестана)
- Хуссейнжан Джалил (правозащитник)
- Исмаил Тиливалди (был главой народного правительства СУАР, 2003—2007 гг.)
- Хамза Кашгари
- Хаджиев Анвар Хаджиевич

## Внешние ссылки и источники
- Кашгар в XIX в.: Наша среднеазиатская граница. Кашгар Архивная копия от 17 сентября 2009 на Wayback Machine; Окончание Архивная копия от 17 сентября 2009 на Wayback Machine. («Нива», 1879).
- T. Digby, Nests of the Great Game spies Shanghai Star, 9 May 2002.
- Images and travel impressions along the Silk Road — Kashgar Архивная копия от 22 сентября 2011 на Wayback Machine
- Six brothers on the Silk Road Архивная копия от 24 марта 2022 на Wayback Machine